# 三輪徳泰
三輪 徳泰（みわ よしひろ、1946年9月17日 - ）は、日本の経営者。神奈川県出身。

## 経歴
1969年に慶應義塾大学経済学部を卒業し、同年に兼松江商(のちの兼松)に入社。
1999年6月に取締役に就任し、常務、副社長を経て、2004年6月に社長に就任。2010年4月には取締役に就任。